# Rivelazione (film 1918)
Rivelazione (Revelation) è un film muto del 1918 diretto da George D. Baker. Prodotto e distribuito dalla Metro Pictures Corporation, aveva come interpreti Alla Nazimova, Charles Bryant, Frank Currier.
La sceneggiatura di Ethel Browning e dello stesso regista si basa su The Rosebush of a Thousand Years, racconto di Mabel Wagnalls pubblicato su Snappy Stories (18 ottobre 1916), soggetto che Baker avrebbe ripreso nel 1924 con il film La madonna delle rose interpretato da Viola Dana.

## Trama

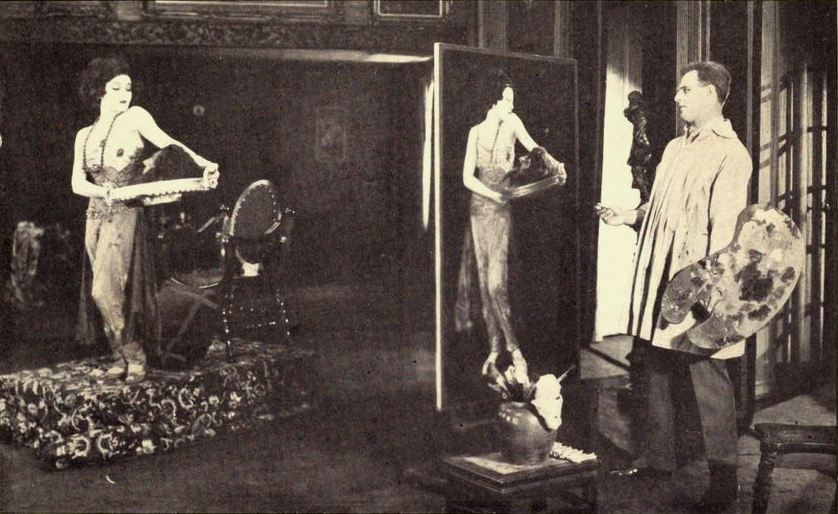
Nazimova e Charles Bryant (la modella e il pittore)

A Parigi, nel Quartiere Latino, la bella e passionale danzatrice Joline diventa l'amante di Paul Granville, un pittore squattrinato per il quale lei posa come modella. Ispirato dalla sua nuova musa, Paul riesce finalmente ad affermarsi. Però, quando il conte Adrian de Roche gli commissiona un quadro di soggetto religioso, Paul si mette a cercare una nuova modella, gettando nella disperazione Joline che lo supplica di prendere lei come modella della Madonna del roseto. Paul cede e la porta al monastero dove si trova un roseto che la leggenda narra abbia fiorito solo una volta, quando la Madonna vi era apparsa. Quando Joline tocca quei rami, il roseto si riempie di fiori: a quel segno, la donna abbandona la vita che ha condotto fino a quel momento e lascia l'amante. Inizia una nuova vita e quando scoppia la guerra, parte per il fronte come infermiera. Sul campo di battaglia, ritrova Paul gravemente ferito. Lo accudisce e lo cura, facendolo guarire. Riuniti, i due benedicono il loro amore unendosi in matrimonio.

## Produzione
Il film - girato in Louisiana con il titolo di lavorazione di God's Message - fu prodotto dalla Metro Pictures Corporation. Alcune scene in esterni vennero girate a New Orleans e i costumi per la protagonista furono creati dalla stessa Nazimova, star del film.

## Distribuzione
Il copyright del film, richiesto dalla Metro, fu registrato il 4 marzo 1918 con il numero LP12139.

Distribuito dalla Metro Pictures Corporation e Screen Classics Inc., il film uscì nelle sale cinematografiche statunitensi il 17 febbraio 1918. In Italia, distribuito dalla Metro, ottenne nel 1923 il visto di censura numero 18700.
Copia completa della pellicola si trova conservata negli archivi della MGM.